# Децентрализованная автономная организация
Децентрализованная автономная организация (ДАО) или децентрализованная автономная корпорация — организационная форма, при которой координация деятельности участников и управление ресурсами происходит в соответствии с заранее согласованным и формализованным набором правил, контроль за соблюдением которых выполняется автоматически. Правила работы ДАО могут быть заданы в смарт-контрактах. Записи финансовых транзакций ДАО и программные правила таких контрактов хранятся в цепочке блоков транзакций. Есть несколько примеров реализации этой бизнес-модели. Точный правовой статус такого метода ведения бизнеса не до конца ясен.
Наиболее известным примером такой организации является «The DAO» на блокчейне Ethereum. Разработчики основали его, чтобы функционировать как венчурный фонд без какого-либо совета директоров. По сути, любой желающий мог предложить свою идею сообществу, чтобы потенциально получить финансирование от DAO. Он стартовал в конце апреля 2016 года, после того, как его ICO (initial coin offering) собрало около 150 млн долларов, что является крупнейшим краудфандинговым сбором того времени.
Однако, из-за некоторых уязвимостей в его коде, хакерам удалось украсть ETH на сумму 50 миллионов долларов США у DAO в июне 2016 года. Этот инцидент, один из крупнейших криптохаков в истории, в конечном итоге привел к падению организации.

## Описание
Технологии цепочки блоков транзакций, защищенной временно́й отметки и распределённой базы данных позволяют организовать безопасную цифровую книгу учёта контрактов, актов и записей, фиксирующих право собственности (или право голоса) на часть организации.
Проект Ethereum предоставляет полную по Тьюрингу платформу, построенную на технологии цепочки блоков транзакций, тем самым создавая возможность построения ДАО.

## Примеры
Примерами ДАО являются: Dash DAO, The DAO, MakerDAO, AssangeDAO, DAO Consensus, DAO Stability, Barter, Minter, Prizm, Digix.io, BitShares, Ethereum Name Service, Nouns DAO.
В 2019 году организация Moloch DAO, целью которой заявлен краудфандинг инфраструктурных проектов экосистемы Ethereum с открытым исходным кодом, получила финансовую поддержку в размере более 1 млн долларов.

## Критика
В 2016 году злоумышленник воспользовался уязвимостью и похитил у проекта The DAO на базе блокчейна Ethereum 53 млн долларов. После этого происшествия стало очевидно, что концепция ДАО на базе блокчейна требует от разработчиков особой тщательности в обеспечении безопасности от внешних атак и случайных ошибок в коде.